# Spaanse tortilla

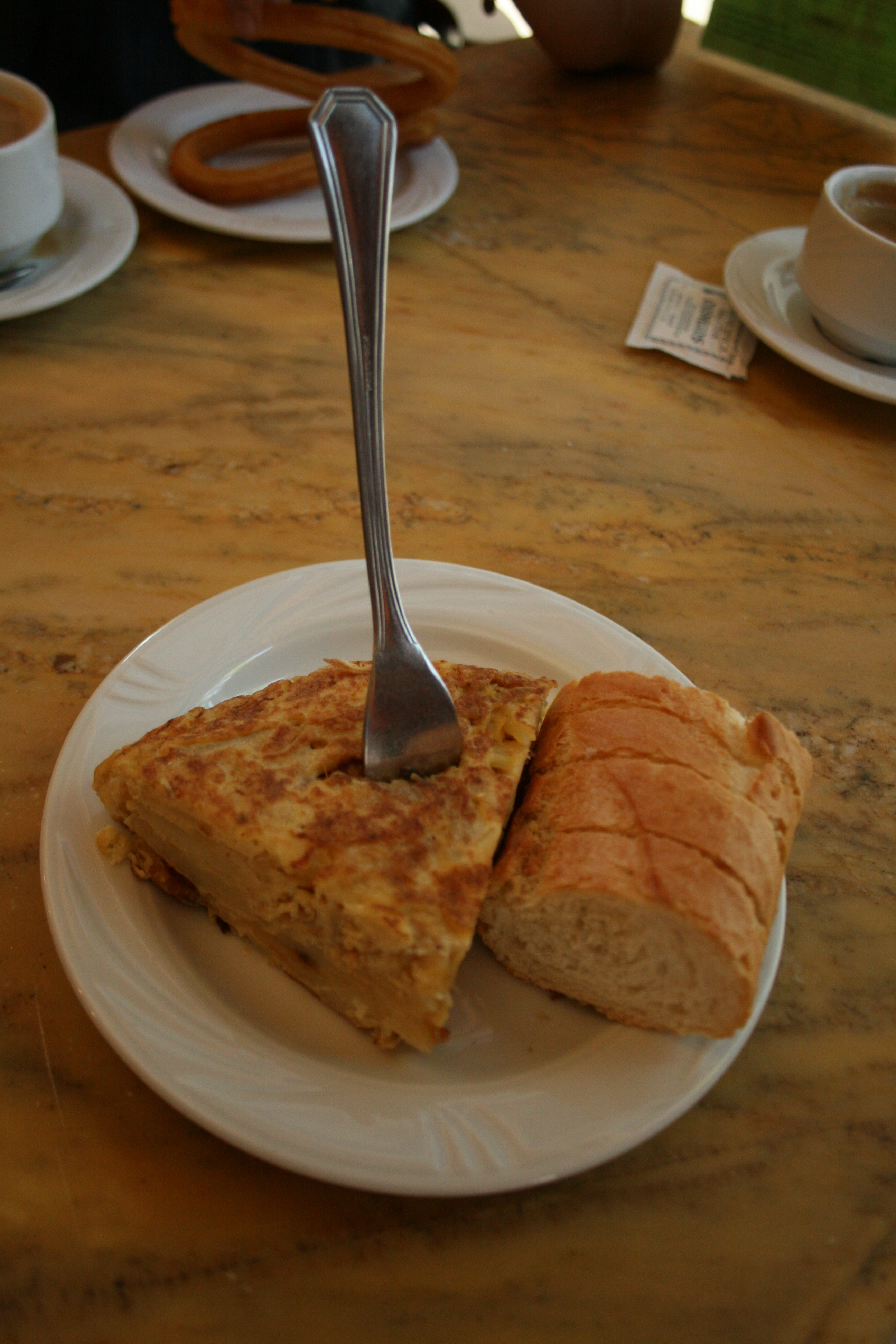
Een punt van een tortilla

De tortilla de patatas of Spaanse tortilla is een gerecht uit de Spaanse keuken. Ze vindt haar oorsprong in het binnenland van Spanje. Het gaat om een dikke omelet van ei, aardappels en olijfolie. Regelmatig wordt ui toegevoegd. De tortilla kan zowel koud als warm worden gegeten, als voorgerecht, als toevoeging aan een salade, op een baguette met tomaat, of in blokjes of puntjes als tapa.
De Spaanse tortilla moet niet verward worden met de Mexicaanse tortilla, een ongedesemd brood van maïsmeel.

## Varianten
Er zijn in Spanje verschillende varianten van het recept te vinden, bijvoorbeeld door het toevoegen van groene paprika, chorizo of champignons. In Catalonië maakt men ook vaak tortilla's van spinazie of aubergine. In het noorden (Baskenland, Cantabrië) vindt men ze ook met kabeljauw of tonijn. In Castilië voegt men vaak doperwten, rode paprika en uitgebakken chorizo aan het recept toe. In sommige gevallen vervangt een van de bovengenoemde ingrediënten de aardappel.
Tortilla's worden in uiteenlopende dikten en formaten gemaakt; de dikte kan variëren van 3 tot meer dan 10 centimeter.
De Spaanse tortilla werd voor het eerst beschreven in een Navarraans document uit 1817. Over de ontstaansgeschiedenis doen meerdere verhalen de ronde.